# Тайожний (Амурська область)
Тайожний (рос. Таёжный) — селище у Сковородінському районі Амурської області Російської Федерації. Розташоване на території українського історичного та етнічного краю Зелений Клин.
Входить до складу муніципального утворення Джалиндинська сільрада. Населення становить 45 осіб (2018).

## Історія
З 20 жовтня 1932 року входить до складу новоутвореної Амурської області.
З 1 січня 2006 року органом місцевого самоврядкування є Джалиндинська сільрада.

## Населення
| 2002 | 2010 | 2012 | 2013 | 2014 | 2015 | 2016 |
| ---- | ---- | ---- | ---- | ---- | ---- | ---- |
| 132  | ↘55  | ↘53  | ↘50  | ↘49  | ↗51  | ↘48  |
| 2017 | 2018 |      |      |      |      |      |
| ↘46  | ↘45  |      |      |      |      |      |